# Pseudobarbella wallichii
Pseudobarbella wallichii là một loài Rêu trong họ Meteoriaceae. Loài này được (Brid.) A. Touw mô tả khoa học đầu tiên năm 1992.